# 大都映画
 大都映畫株式會社（だいとえいが）は、1933年から1942年までの戦前から戦中にかけて東京市（現・東京都）豊島区西巣鴨に存在した映画会社である。1928年に設立された河合映画製作社を前身にした新興の中小企業で低予算の娯楽作品を大量に製作し安価な入場料で当時の大手映画会社に対抗した。1942年に戦時統合で新興キネマと日活(製作部門)との3社が合併して大日本映画(大映)となって、大都映画はその歴史を閉じた。

## 概要
1933年（昭和8年）6月、土木・建築業界の実力者で当時東京府会議員でもあった河合徳三郎がそれまで経営していた河合映画製作社を発展的に解消して、新たに大都映画を設立した。撮影所は河合映画以来引き続き巣鴨撮影所を使用した。同年6月22日公開の吉村操監督の『悲惨の鉄路』を河合映画の最終作として、翌週29日公開の根岸東一郎監督の『新籠の鳥』を大都映画設立第1作として、直営館「河合キネマ」ほかで公開した。
1942年（昭和17年）1月、戦時統合によって新興キネマおよび日活の製作部門と合併して「大日本映画製作株式会社(大映)」(現在の角川映画）となる。この統合で大都映画は河合映画以来通算15年の歴史を閉じた。観客の支持と、徹底した低コスト製作もあいまって、最後まで一度も経営危機にはならなかった。

## B級会社
大都映画の製作方針は、完全に娯楽に徹することであった。観客をハラハラさせたり泣かせたりすることに特化し、1年間に100本もの映画を大量生産した。メジャー他社や評論家からは粗製乱造及び内容がないなどと酷評されたが、観衆からは理屈抜きに面白い大都映画は圧倒的に支持された。
大都映画の創始者河合徳三郎の「楽しく、安く、速く」をコンセプトに、「敢て高尚を狙わず、上品振ろうとはせず、所謂批評家と称する人々には低級と云われようとも意に介さずして製作方針に更改を加えようとはせぬ」(1935年10月5日『国際映画新聞159号』)とされて粗製乱造と言われても方針は変えなかった。他の会社からは「B級三流」と揶揄されながらも、河合徳三郎は「女給と工員と丁稚や子守っ子たちに喜ばれればいい」と明言していた。そこには映画を余裕を持って見られる月給取りや学者や学生でなく、小銭をかき集めて映画館に駆けつけて日々の暮らしの疲れを映画の楽しさや面白さで吹き飛ばそうとする貧しい人々が彼の映画の観客であることを彼自身がイメージしていたからである。
ゆえに松竹の映画館が50銭の入場料ならば大都は30銭として、子どもは5銭であったという。毎週2本立てで封切り、翌週はまた違う新作を上映する。1950年代後半から1960年代前半に東映などがおこなったプログラムピクチャーを戦前の時代にすでに大都映画が行っていたことになる。河合映画から大都映画に変わった1933年以降毎年の製作本数は103本（1933年） - 104本 - 109本 - 106本 - 110本 - 103本 - 102本 - 87本 - 36本 - 4本（1942年）で1937年の日中戦争時には最大の110本を製作していた。これは1系統としては最大の製作本数である(1960年 - 1961年の東映は2系統でこの数字を上回ったが1系統としては104本が最高である)。そして河合映画から通算して15年間で総製作本数は1,294本(1,325本という説もある)に達した。
製作された映画フィルムの多くは戦災で焼失して現存していないが、近年地元の巣鴨を中心として、その存在は再評価されている。

## 主な作品と俳優
女優で琴糸路、鈴木澄子、久野あかね、 橘喜久子、大山デブ子、水川八重子、木下双葉、佐久間妙子。男優で杉狂児、市川百々之助、山本礼三郎、ハヤフサヒデト、大乗寺八郎、藤間林太郎、水島道太郎、近衛十四郎、阿部九州男といったスターを擁し、時代劇、新派ふうの悲恋物、現代物の痛快アクション、そしてコメディからなるラインナップで人気を博した。映画料金もメジャー他社より一段安いところが観衆には魅力だった。その分製作は徹底した低コストで、一週間以内に撮影を済ませる早撮りで量産した。また所属する女優陣の中には河合徳三郎の娘が3人いて、正妻の娘1人と別の女性に生ませた娘が2人おり、しかも主役を演じている。
- 時代劇

「燃える叫び」「由比正雪」「浮世絵双紙」「忠臣蔵」「街道一の大親分」「鬼火まつり」「修羅八荒」「時代の狼火」「決戦般若阪」「女国定」など。
葉山純之輔 、海江田譲二、桂章太郎、阿部九洲男、杉山昌三九、松山宗三郎、大乗寺八郎、近衛十四郎、琴糸路、三城輝子など。
- コメディ

「泣き笑ひの友情」「てるてる天助」「じゃじゃ馬と坊や」「突貫小僧」「新婚はずかし」など。
大山デブ子、大岡怪童、海江田譲二、松山宗三郎、津島慶一郎、伴淳三郎、北見礼子など。
- 冒険活劇

「旋風の荒鷲」「街の爆弾児」「肉弾の王者」「地獄に結ぶ恋」「街の暴れん坊」「怪電波殺人光線」「怪電波の戦慄第二篇」など。
ハヤフサヒデト、松山宗三郎、水島道太郎、水原洋一、藤間林太郎、佐久間妙子、琴路美津子、大河百々代など。
- 現代劇

「級長」「悲惨の鉄路」「晴れたり青空」「街の灯」「松風村雨」「子は鎹」「地平線」「法廷哀話涙の審判」「祖国」「少年野口英世」など。
水島道太郎、藤間林太郎、海江田譲二、琴糸路、津島慶一郎、橘喜久子など。
- 国策

「赤心城」「忠魂肉弾三勇士」「召集令」「軍国の妻」「誓ひの乳母車」「杉野兵曹長の妻」「大空の遺書」など。
水島道太郎、藤間林太郎、阿部九洲男、琴糸路、水川八重子など。

## 巣鴨撮影所
巣鴨撮影所は、東京府北豊島郡西巣鴨町（現在の東京都豊島区西巣鴨4丁目、西巣鴨交差点の近く）にあった撮影所である。
1919年（大正8年）、「天然色活動写真株式会社」（天活、1914年創立）が開設した。正法院や妙行寺など、寺社の多い巣鴨の地の利を活かしてロケーション撮影を行ない、時代劇などを製作したが、当時は日活（日本活動写真株式会社）が圧倒的に強く、天活の基盤は脆弱であった。1920年（大正9年）には天活は、もと天活創設者だった小林喜三郎（関東の興行師。アメリカの大作映画『イントレランス』の日本興行で成功したのは有名）が日活から脱退した人々と新たに創立した「国際活映」（国活）に買収される形で消滅した。
国活は、この巣鴨撮影所で、新派の俳優を加え現代劇も製作し日活の対抗勢力たろうとしたが、経営が悪化し配給が滞りわずか4年で倒産した。その後巣鴨撮影所は一旦、天活消滅後大阪の撮影所を引き継いで発足していた帝国キネマの撮影所となり、さらに1928年（昭和3年）、前年末に河合徳三郎が発足したB級映画専門会社「河合映画製作社」が手に入れた。河合映画は徹底した娯楽路線で次々配給先の映画館ネットワークを広げ、1933年（昭和8年）に「大都映画」となった。
1942年（昭和17年）、大都は合併により大映になり、同社は同年、巣鴨撮影所は閉鎖した。かわって巣鴨に入る映画会社はもはやなく、かつて日本最大の映画量産地だった巣鴨から、映画製作の活気は失われた。
撮影所跡地には、のちに豊島区立朝日中学校が建てられた。同校も合併統合により、2001年（平成13年）に廃校となった（存続校舎は旧豊島区立大塚中学校、豊島区立巣鴨北中学校の項を参照）。元校舎は2004年より2016年まで「にしすがも創造舎」になり演劇の稽古場などに使われていた。2017年以降は再び豊島区立巣鴨北中学校の建て替えに伴い、その期間中の代替校舎として利用されている。

## 主な所属人物

### 監督
- 丘虹二
- 小沢得二
- 石山稔
- 大伴麟三
- 白井戦太郎
- 吉村操
- 中島宝三
- 千葉泰樹
- 佐伯幸三
- 小崎政房
- 古海卓二
- 枝正義郎
- 大江秀夫
- 根岸東一郎
- 徳光寿雄
- 小野登

### 男優
- 杉狂児
- 市川百々之助
- 葉山純之輔
- 山吹徳二郎
- 山本礼三郎
- 大岡怪童
- 永井柳太郎
- 伴淳三郎
- 正邦乙彦
- 雲井三郎
- 海江田譲二
- 桂章太郎
- ハヤフサヒデト
- 阿部九洲男
- 水原洋一
- 藤間林太郎
- 水島道太郎
- 本郷秀雄
- 大乗寺八郎
- 杉山昌三九
- 近衛十四郎
- 松山宗三郎

### 女優
- 琴糸路
- 鈴木澄子
- 東龍子
- 久野あかね
- 北見礼子
- 橘喜久子
- 大山デブ子
- 水川八重子
- 木下双葉
- 佐久間妙子
- 光川京子
- 琴路美津子
- 大河百々代
- 三城輝子

### その他
- 1940年に大都映画に「美空ひばり」という女優が入社した。松竹歌劇団の出身で、並木路子や加藤道子の一期下の後輩で、数本の作品に出演後1943年に結婚し引退した。戦後の大スター美空ひばりとは別人で、大都映画の歴史にその名を残している。
- 漫才コンビWけんじの宮城けんじは、幼少時にこの撮影所の近所に住み、遊び場として出入りしているうちに子役として芸能界にデビューした。